# Шеръёль (приток Вуктыла)
Шеръёль (устар. Шер-Ёль) — река в России, протекает по Республике Коми. Устье реки находится в 34 км по правому берегу реки Вуктыл. Длина реки составляет 17 км. В 7 км от устья по правому берегу впадает река Правый Шеръёль.

## Данные водного реестра
По данным государственного водного реестра России относится к Двинско-Печорскому бассейновому округу, водохозяйственный участок реки — Печора от водомерного поста у посёлка Шердино до впадения реки Уса, речной подбассейн реки — бассейны притоков Печоры до впадения Усы. Речной бассейн реки — Печора.
Код объекта в государственном водном реестре — 03050100212103000061678.